# Горски котар
Горски котар је планинска регија, махом крашко поље, на северозападу Хрватске. Обухвата површину од 1.270 km², од чега се чак 63% површине налази под шумом, на којој, према попису из 2001. године, живи око 27.000 становника у 342 насељена места, што ову област смешта међу слабо насељене са густином од 21.2 становника по километру квадратном. Оквирне границе области чини вододелница Јадранског и Црноморског (Савског) слива према југозападу односно Кварнерима, државна граница према Словенији на северозападу односно долине Чабранке и Купе на северу до Северина, затим од Северина око Огулинског поља до Хрељина и Модруша на истоку, док се Горски котар на југу граничи са Ликом. Цела област је погодна за развој туризма јер нуди свежу планинску климу, али и близину јадранских летовалишта, па је тако могуће преподне се скијати у Горском котару, а поподне се купати у Јадранском мору. У овој области се налази национални парк Рисњак, као и језера Локварско (2,1 km²) и Бајер (1,2 km²). Највиши врх ове регије је Бјелоласица са 1534 m нмв, после које следе Рисњак (1.528 m нмв), Сњежник (1.506 m нмв) и Вишевица (1.428 m нмв), а у њој се налазе и планине Рисњак, Велика и Мала Капела. Највећи град ове области и њено средиште је варошица Делнице са 4.454 становника, а поред ње у области се издвајају и насеља:
- Бегово Раздоље (највише насеље у Хрватској на 1.076 m нмв)
- Брод Моравице
- Брод на Купи
- Врбовско
- Локве
- Моравице (Врбовско)
- Мркопаљ
- Равна Гора
- Скрад
- Фужине
- Црни Луг
- Чабар (код кога се налазе остаци римског бедема)

## Физичко-географске одлике

### Рељеф
Рељеф Горског котара је разноврстан. На територији ове регије има и тектонских и ерозивних рељефних облика.
Тектонски облици рељефа представљени су средње високим планинама. Ове планине убране су у току алпске орогенезе, у неогену. Тектонске покрете пратила је слаба вулканска активност која је откривена на основу дијабаз-порфирита, који се јавља код Фужина, у долини Лепенице. Истакнуте планинске скупине у регији су Снежничка, Рисњачка (Велики Рисњак, 1 528 m), Обручка планинска скупина (Обруч, 1 377 m) на северу и североистоку од Ријеке и Дргомаљска планинска скупина (Велики и Мали Драгомаљ, 1 153 m) између горње Купе, доње Купице и њене притоке Ишевнице. Међу планинама истичу се Бјелоласица (највиша тачка Горског котара) и Велика Капела, чији већи део припада Горском котару а мањи Лики. Велика Капела је позната по крашком рељефу, Коловратским и Самарским, а нарочито Бијелим стијенама.
Подручје планине Рисњака проглашено је националним парком због многих геоморфолошких и биолошких вредности и реткости. Дргомаљ представља шумовити планински скуп који се наставља у Велику Капелу. Овај скуп је језгро ове регије, а одликује се разноврсним крашким рељефом. Представља изворишно подручје Купе. Међу његовим врховима истиче се Купјак (993 m), између Делница и Скрада (код Залесине), са најдужим тунелом пруге Загреб-Ријека. Планина Клек (1 182 m) диже се над Огулином и интересантна је по свом облику „уснулог јунака”.
Горскокотарска површ је полигенетског порекла (флувијално-крашка). Диже се нагло и високо изнад Кварнерског залива Јадранског мора а њено дно је на висини 700–800 m. Крашки рељеф представљен је површинским и подземним облицима. Највећи површински крашки облици су крашка поља. Најистакнутија поља су: Личко, Равногорско, Мркопаљско, Локварско, Црнолушко, Геровско, Огулинско, Јасеничко и Дрежничко поље (последња два су на прелазу у Лику). Поља углавном носе имена по њиховим највећим насељима. Огулинско поље је највеће горскокотарско поље са површином од 63 km². Плитко је, са надморском висином од 323 m. У њему се, код села Десмерице, налазе многи и интересантни кречњачки остењци разноврсних облика. У овом пољу, у околини Огулина, око средњих токова Добре, Мрежнице и Коране налазе се ниске (200–300 m) кречњачке заравни које чине степеничаст прелаз према југозападном ободу Панонског басена.
Од подземних крашких облика издваја се преко 150 пећина, од којих је највећа Хајдова хижа, код Брода на Купи. Налази се на 600 m надморске висине, у Кужељским стенама, изнад долине Мале Бјелице, код Гучесела. Карактеристична је по лавиринту подземних ходника са укупном дужином од преко једног километра. Остале познатије пећине су: Липа, Врело, Медведница, Загорска, Куштровка итд. Код Скрада се налазе пећине Зелени вир (са подземним језером) и Мужева хижа, у чијој води је пронађена човечија рибица и у којој постоји водопад висок 70 m. Недалеко од истог насеља налази Ледена јама у којој има леда током целе године.
Најпознатији флувијални облик рељефа представља „Вражји пролаз” код Скрада. То је уска, 800 m дугачка и неколико десетина метара дубока кањонска долиница потока Јасле. Одликује се џиновским лонцима и водопадима а у њој је уклесан пут и направљени су мостови.